# الدجيل
الدجيل هي مدينة عراقية تقع على بعد 60 كيلو متر شمال بغداد ويبلغ عدد ساكنيها نحو 100,000 نسمة أغلب سكانها من العرب العراقيين. تشتهر ببساتينها وأراضيها الزراعية الخصبة.
تشتهر المدينة بزراعة أنواع عديدة من الأشجار كالبرتقال والرمان والعنب.
تتكون مدينة الدجيل من عدة أحياء هي الحي العسكري والجمعية والأمير والزهراء و الشهداء وكذلك حي الوحدة كما تتبع لقضاء الدجيل قرى وأرياف من أهمها منطقة الشيخ إبراهيم والسجلة و10 تل عثمان و5 طوير ودور الصناعة والجلوديات.
ومن أهم الأعلام الذين ولدوا فيها المهندس جاسم الحياني وهو مؤسس المعهد الصناعي العالي المعروف الآن بالجامعة التكنولوجية في بغداد.
وهذا ماقاله الاستاذ طالب الدجيلي عن التسميات للدجيل
لماذا سميت الدجيل حينما كانت ناحية بسميكة؟
الجواب على هذا التساؤل ان دوائر الحكومة كانت كلها تتجمع في المنطقة الشمالية الغربية من المدينة وبالتحديد في منطقة خزرج بالقرب من المدخل الشمالي الحالي مثل مركز الشرطة ودائرة البرق والبريد والمستوصف الصحي والمدرسة الابتدائية والدور الذي يسكن فيها الضباط والآمرون كلها كانت تتجمع في المنطقة المذكورة فحينما يأتي الزائر من جهة الجنوب الشرقي للمدينة فيراها على شكل سمكة ولذلك سميت بسميكة
وسار الزمان بخطاً حثيثة حتى سميت بناحية الابراهميه نسبة إلى الشيخ إبراهيم بن مالك الأشتر المدفون قريباً منها، وتمضي الايام وتنقضي الاعوام حتى سميت بناحية الدجيل نسبة إلى نهر الدجيل الذي لانعرف تاريخه وهو يخترق المدينة من شمالها الغربي إلى جنوبها الشرقي وكان مصدر المياه الوحيد في ذلك الوقت ولذلك سميت بهذا الاسم ثم اجرت على نهر الدجيل تغييرات فتم بناءه وتسليحه بالسمنت والحديد الا ان بعد فترة من الزمن تم طمره من قبل النظام البائد ومكانه الحالي هو تحت الجزره الوسطية التي تفصل بين الشارعين حتى أصبحت الناحية قضاء فسمي بقضاء الفارس وبعد سقوط النظام عادت تسميته قضاء الدجيل
في بداية الامر كانت الدجيل محرومة من الكهرباء فخصصت الحكومة فوانيس لكل زقاق وكان يشرف عليها موظف خاص بتزويدها بالنفط وتنظيفها يوميا حتى وصلت الكهرباء إلى الدجيل ١٩٥١ وهي عباره عن مولده صغيره تكفي سد الحاجة للسكان لانها كانت في ذلك الوقت صغيرة جدا لا تتحاوز ال٢٠٠ دار فهي تبدأ من الكهرباء إلى فلكة المدينة الحاليا
كان مصدر المياه لمدينة الدجيل سابقا من الابار ونهر الدجيل وتم نصب أسالة ماء عام١٩٥٨ ووصلت إلى دورنا انابيب ماء مايعرف بالصنبور أو الحنفية وكان ذلك بقيادة المهندس الإنكليزي دارون ويساعده محمود المنصور النعيمي رحمه الله فهو كان يعمل في نصب مخازن المياه وهكذا حصلنا على الماء الصافي داخل بيوتنا بعد ان كنا نعاني للحصول عليه..
الاستاذ طالب الدجيلي..
كتابة وتعديل ظفار الانصاري

## المواقع الأثرية
- تل مسكين، موقع أثري قديم.

## المراقد الدينية
- مرقد الشيخ إبراهيم بن مالك الأشتر
- مرقد السيد محمد أبو الحسن
- مرقد الشيخ محمد أبو من
- مقام بنات الامام الكاظم
- مرقد السيد منصور
- مرقد السيد جميل الدين (الشيخ جميل)

## التاريخ

### قضية الدجيل
كانت المدينة مسرحاً لقضية الدجيل عام 1982 والتي حوكم صدام حسين وأعدم على إثرها عام 2006. وتعد من أحد مراكز القوة لحزب الدعوة الإسلامية الذي كان حزباً محضوراً في الثمانينيات أثناء وقوع عملية الاغتيال الفاشلة.
في 8 تموز 1982 قام الرئيس العراقي السابق صدام حسين وفي خضم حرب الخليج الأولى بزيارة البلدة وأثناء مرور موكبه بالبلدة تعرض الموكب إلى إطلاقات نارية قام بها أعضاء في حزب الدعوة الإسلامية وتم تبادل لإطلاق النيران بين أعضاء الحزب وحماية صدام. بعد محاولة الاغتيال هذه وحسب إفادة الشهود (المشتكين) قامت قوات عسكرية وبأمر من صدام حسين بعمليات قتل ودهم واعتقال وتفتيش واسعة النطاق في البلدة وقتل وأعدم على إثرها 143 من سكان البلدة من بينهم وحسب إفادة الشهود أطفال بعمر أقل من 13 سنة وتم حسب نفس الإفادات والوثائق التي عرضها الادعاء العام اعتقال 1,500 من سكان البلدة الذين تم نقلهم إلى سجون العاصمة بغداد وبعد ذلك إلى معتقل (ليا) في صحراء محافظة المثنى وتعرضوا خلال هذه الفترة حسب شهاداتهم إلى أقسى أنواع التعذيب الجسدي والنفسي وتم بعد ذلك إصدار قرار بتدمير وتجريف ما يقارب 1000 كم مربع من الأراضي الزراعية والبساتين المثمرة الواقعة في البلدة حسب الادعاء العام. ومن الجدير بالذكر أن الحكومة العراقية قامت بدفع تعويضات شكلية عن البساتين والأراضي الزراعية المتضررة بعد 10 سنوات من هذه الحادثة. شهدت المدينة كذلك حادثة مجزرة عرس الدجيل التي راح ضحيتها أكثر من 70 شخص.

### تفجير الدجيل
في 21 مايو 2016 حصل تفجير أنتحاري، وكان بواسطة دراجة نارية يقودها أنتحاري أستهدف سوق شعبي في مدينة الدجيل جنوبي مدينة تكريت أدى إلى مقتل أربعة أشخاص وأصابة أكثر من عشرين آخرين بجروح عديدة، وقد تبنى تنظيم داعش مسؤوليته عن هذا التفجير.